# Davide Carraro
Davide Carraro PIME (* 26. Januar 1977 in Sambughè (Gemeinde Preganziol), Provinz Treviso) ist ein italienischer römisch-katholischer Ordensgeistlicher und Bischof von Oran in Algerien.

## Leben
Davide Carraro trat der Ordensgemeinschaft des Päpstlichen Instituts für die auswärtigen Missionen bei. Er studierte Philosophie in Italien und Katholische Theologie auf den Philippinen. Am 27. Mai 2006 empfing er im Dom von Treviso durch den Bischof von Treviso, Andrea Bruno Mazzocato, das Sakrament der Priesterweihe.
Nach der Priesterweihe wurde Davide Carraro nach Algerien entsandt, wo er zunächst von 2007 bis 2008 als Missionar im Bistum Laghouat tätig war. Von 2008 bis 2011 erlernte er in Ägypten die arabische Sprache. Anschließend war er Missionar in der Elfenbeinküste (2012–2017) und erneut im Bistum Laghouat (2017–2019). Ab 2019 wirkte Carraro als Missionar im Erzbistum Algier. Zudem fungierte er ab 2022 als Generalvikar des Erzbistums und als lokaler Verantwortlicher des Päpstlichen Instituts für die auswärtigen Missionen für Algerien und Tunesien.
Am 22. Oktober 2023 ernannte ihn Papst Franziskus zum Bischof von Oran. Der Erzbischof von Algier, Jean-Paul Vesco OP, spendete ihm am 26. Januar 2024 in der Kathedrale Sainte-Marie in Oran die Bischofsweihe; Mitkonsekratoren waren der emeritierte Bischof von Oran, Alphonse Georger, und der Bischof von Treviso, Michele Tomasi.